# Neoduma albida
Neoduma albida är en fjärilsart som beskrevs av Rothschild 1913. Neoduma albida ingår i släktet Neoduma och familjen björnspinnare. Inga underarter finns listade i Catalogue of Life.